# Aucasaurus
Az Aucasaurus (jelentése 'Auca-gyík', a lelőhely mapucse nevére, Auca Mahuevo-ra utalva) egy közepes méretű, húsevő theropoda dinoszaurusznem, amely Argentínában élt a késő kréta korban. Egyetlen faja ismert, melyet felfedezője, Alberto Garrido után neveztek el.

## Anatómia

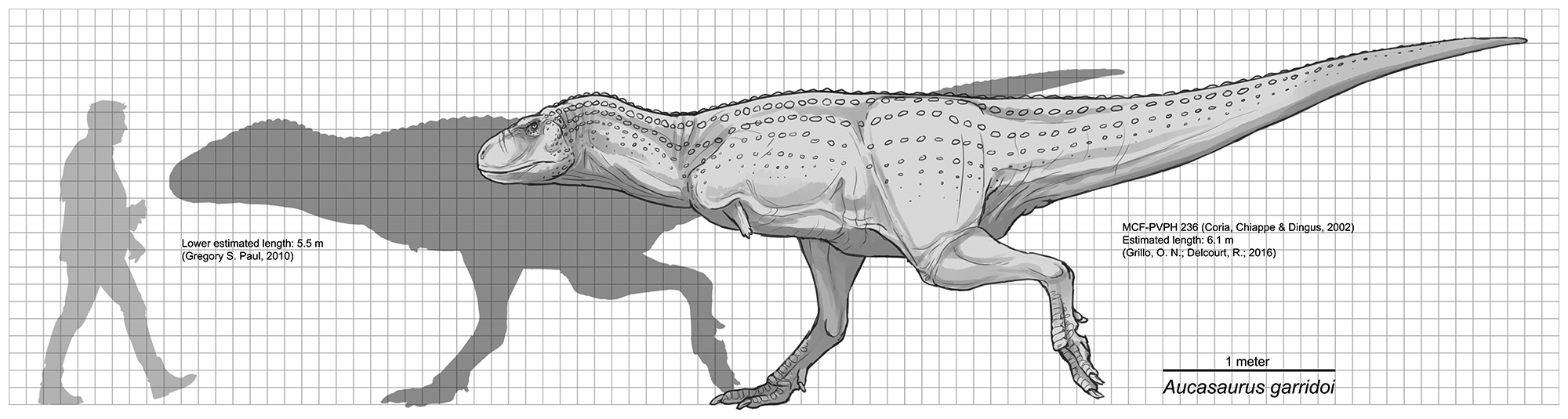
Az Aucasaurus és az ember méretének összehasonlítása

Körülbelül 5,5–6,1 méteres testhosszával kisebb volt a rokonságába tartozó Carnotaurusnál. A holotípus csontváza teljes a tizenharmadik farokcsigolyáig, így a nem aránylag jól ismert, és az eddig talált legteljesebb abelisauridának számít, amelyről leírás készült. A koponyája megsérült, egyes őslénykutatók úgy vélik, hogy egy olyan harc során, ami rövid idővel az állat pusztulását megelőzően történt. A koponya hosszabb és alacsonyabb a Carnotarurusénál, a rajta levő szarvak helyén pedig csak kisebb dudorok láthatók. A további különbségek közé tartoznak az aránylag hosszabb mellső lábak, a kevésbé fejlett hollócsőrnyúlvány valamint a fejlettebb ujjpercek.

## Felfedezés
A holotípust Alberto Garrido fedezte fel 1999 márciusában, Patagónia területén, az argentin Neuquén tartományban levő Rio Colorado-formáció campaniai korszakhoz tartozó rétegében, egy fosszilizálódott sauropoda tojásokat és embriókat nagy mennyiségben tartalmazó lelőhelyen. A lelet a medencéje körül lágy szövetek lenyomataival együtt őrződött meg.

## Popkulturális hatás
Ez a dinoszaurusz szerepel a Discovery Channel Dinoszauruszok bolygója című sorozatában, melyben falkában vadászik a sauropodák közé tartozó Saltasaurusra.

## Fordítás
- Ez a szócikk részben vagy egészben  az   Aucasaurus című angol Wikipédia-szócikk ezen változatának fordításán alapul.  Az eredeti cikk szerkesztőit annak laptörténete sorolja fel. Ez a jelzés csupán a megfogalmazás eredetét és a szerzői jogokat jelzi, nem szolgál a cikkben szereplő információk forrásmegjelöléseként.

## Külső hivatkozások
- Ceratosauria. The Theropod Database. [2012. december 19-i dátummal az eredetiből archiválva]. (Hozzáférés: 2009. június 16.)
- Aucasaurus. Thescelosaurus. [2009. június 26-i dátummal az eredetiből archiválva]. (Hozzáférés: 2009. június 16.)
- Prehistoric Wildlife